# Ernst Assmann (Mediziner)

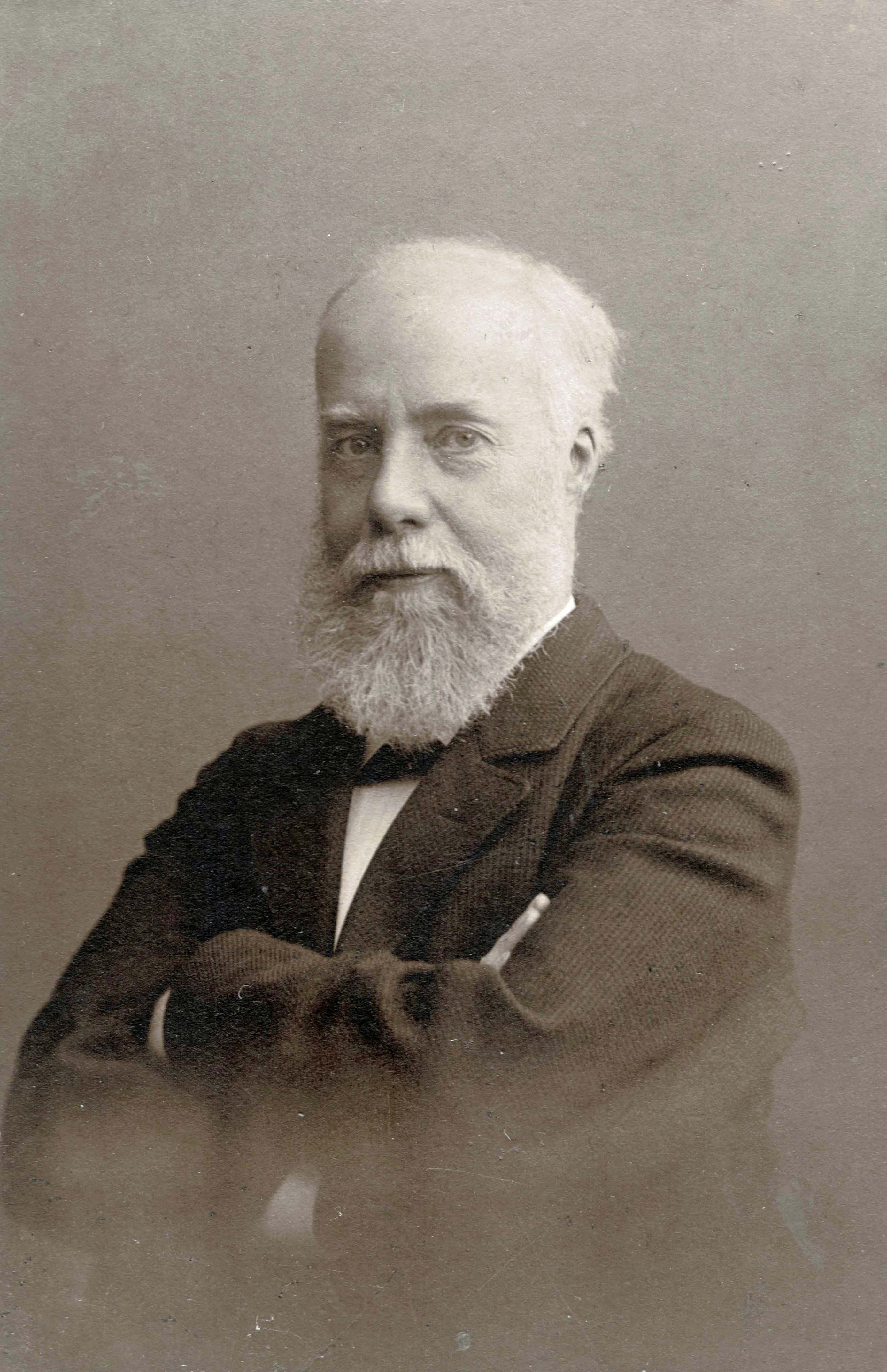
Ernst Assmann, März 1903

Ernst Assmann (* 31. März 1849 in Berlin; † 11. Januar 1926 ebenda) war ein deutscher Mediziner und Klassischer Archäologe.

## Leben
Seit 1862 besuchte er das Königliche Gymnasium in Quedlinburg, wo er 1867 sein Abitur ablegte. Danach studierte er in Berlin Medizin. 1870 nahm er als Feldarzt am Deutsch-Französischen Krieg teil, bevor er sein Studium fortsetzte, das er 1872 abschloss. Seine medizinische Dissertation Ueber die Sterblichkeit im ersten Lebensjahre reichte er 1873 ein. Assmann wirkte als Arzt in Berlin-Charlottenburg, forschte zugleich aber auf dem Gebiet der klassischen Altertumswissenschaft, besonders – infolge seiner wiederholten Tätigkeit als Marinearzt – im Bereich der antiken Seefahrt. Er war korrespondierendes Mitglied des Deutschen Archäologischen Instituts (ab 1899) sowie Mitglied der Gesellschaft für Erdkunde (ab 1884) und der Archäologischen Gesellschaft zu Berlin. 1909 wurde er zum Geheimen Sanitätsrat ernannt. 1919 erhielt er in Anerkennung seiner wissenschaftlichen Arbeit den Professorentitel.
Er fand seine letzte Ruhestätte auf dem Dreifaltigkeitskirchhof II in Berlin-Kreuzberg. Das Grab ist jedoch nicht erhalten.

## Veröffentlichungen
- Ueber die Sterblichkeit im ersten Lebensjahre. Inaugural-Dissertation, zur Erlangung der Doctorwürde in der Medicin und Chirurgie vorgelegt der Medicinischen Fakultät der Friedrich-Wilhelms-Universität zu Berlin und öffentlich zu vertheidigen am 2. August 1873 von Ernst Assmann aus Berlin. Berlin, Gedruckt bei M. Niethe.
- Zu den Schiffsbildern der Dipylon-Vasen. In: Jahrbuch des Kaiserlich Deutschen Archäologischen Instituts, 1, 1886, S. 315–316.
- Seewesen. In: August Baumeister, Denkmäler des klassischen Altertums, Band 3, München 1888, S. 1593–1639.
- Zur Kenntnis der antiken Schiffe. In: Jahrbuch des Kaiserlich Deutschen Archäologischen Instituts, 4, 1889, S. 91–104.
- Kritisches in Sachen des antiken Seewesens. In: Berliner Philologische Wochenschrift, 11, 1891, S. 36–37.
- Nautisch-archäologische Untersuchungen. In: Jahrbuch des Kaiserlich Deutschen Archäologischen Instituts, 7, 1892, S. 42–53.
- Schiffsrelief von Samothrake. In: Archäologischer Anzeiger, 1892, S. 120–121.
- In: Archäologischer Anzeiger. 1895, S. 118–119.
- Nautica. In: Hermes, 31, 1896, S. 174–184.
- Reliefs des Palazzo Spada. In: Archäologischer Anzeiger, 1889, S. 140–141.
- Die neueste Erklärung der Trieren, Penteren, usw. In: Berliner Philologische Wochenschrift, 10, 1890, S. 639 ff.
- Das Floß der Odyssee, sein Bau und sein phoinikischer Ursprung. Weidmann, Berlin 1904.
- Das Schiff von Delphi. In: Jahrbuch des Kaiserlich Deutschen Archäologischen Instituts, 20, 1905, S. 32–39.
- Die Schiffsbilder von Althiburus und Alexandria. In: Jahrbuch des Kaiserlich Deutschen Archäologischen Instituts, 21, 1906, S. 107–115.
- Das Stabkreuz auf griechischen Münzen. In: Zeitschrift für Numismatik, 25, 1906, S. 215–226.
- Moneta. In: Klio, 6, 1906, S. 478–488.
- Zur Vorgeschichte von Kreta. In: Deutsche Akademie der Wissenschaften, Institut für Griechisch-Römische Altertumskunde (Hrsg.): Philologus – Zeitschrift für das classische Alterthum. Band 67. Berlin 1908, S. 161–201 (Textarchiv – Internet Archive).
- Die babylonische Herkunft von as, aes, raudus, uncia, libra. In: Nomisma, 5, 1910, S. 1–9 (books.google.ch).
- Titaio, Titanen und Tartaros. In: Babyloniaca, 6, 1912, S. 236–239.
- Die Schiffsbilder. In: Ludwig Borchardt: Das Grabdenkmal des Königs Sahure. Band II: Die Wandbilder. Berlin 1913, S. 133–166.
- Zu einigen Namen auf etruskischen Spiegeln. In: Archäologischer Anzeiger, 1914, Sp. 82–86.
- Die Uranfänge des Segelns. In: Zeitschrift für Ethnologie, 48, 1916, S. 82–84.
- Rezension von Alexanderson, Den Grekiska Trieren. In: Berliner Philologische Wochenschrift, 1917, S. 50–52.
- Das Segeln von seinen Uranfängen bis zum Ende des Altertums. In: Der Segelsport, 1918, Heft 2, S. 18–19; Heft 3, S. 34–36. 54–56.
- Die minoischen und die Dipylonschiffe. In: Archäologischer Anzeiger, 1923/24, S. 117–118.
- Artikel in Paulys Realencyclopädie der classischen Altertumswissenschaft: Camarae, Ratis, Segel.